# Cornelis van der Aa
Cornelis van der Aa (chrzest: 22 października 1749 w Lejdzie, zm. 26 października 1815 w Amsterdamie) – holenderski pisarz, historyk i księgarz. Konserwatysta, zwolennik oranżystów, oddany dynastii Orańskiej-Nassau spisał biografie kilku jej członków. 

## Życiorys

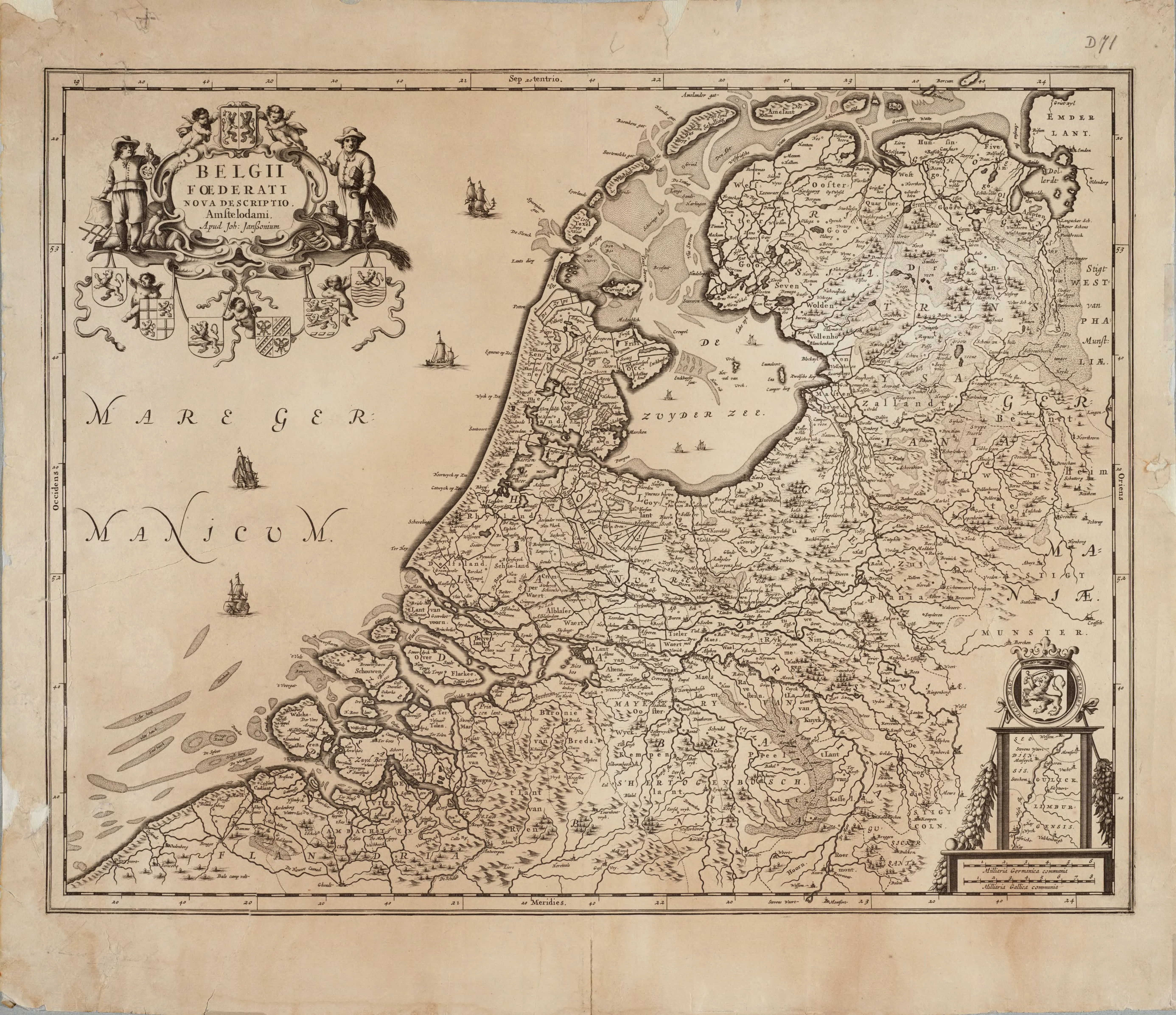
Mapa Republiki Zjednoczonych Prowincji autorstwa Jana Janssoniusa, 1658

Cornelis był synem Cornelisa van der Aa i Elisabeth van der Togt. W 1769 został mistrzem księgarskim w Lejdzie. W latach 1770–1796 był księgarzem i introligatorem w Haarlemie. Jako zwolennik proorański otrzymywał wiele dochodowych zleceń, szczególnie przed rewolucją. Przed 1765 rokiem został mianowany introligatorem miejskim (stadsboekbinder) a w 1772 drukarzem „małej pieczęci”. Od rewolucji batawskiej w 1795 roku i wygnaniu Wilhelma V Orańskiego uważał się z obrońcę spuścizny politycznej rodu namiestnika. Z tego też powodu 24 września 1795 nowa rada miejska odwołała go ze stanowiska introligatora miejskiego. W 1995 wydał antyrewolucyjny pamflet pt. Mijne politicque denkwijze, w którym opisał niesprawiedliwe traktowanie i represje jakich doświadczył za przekonania polityczne. W ciągu sześciu miesięcy pismo zostało wydrukowane czterokrotnie.  29 kwietnia 1796 został skazany przez schepenów na pięć lat więzienia i wieczyste wygnanie z departamentu Holandii i Zachodniej Fryzji za popieranie dynastii orańskiej.

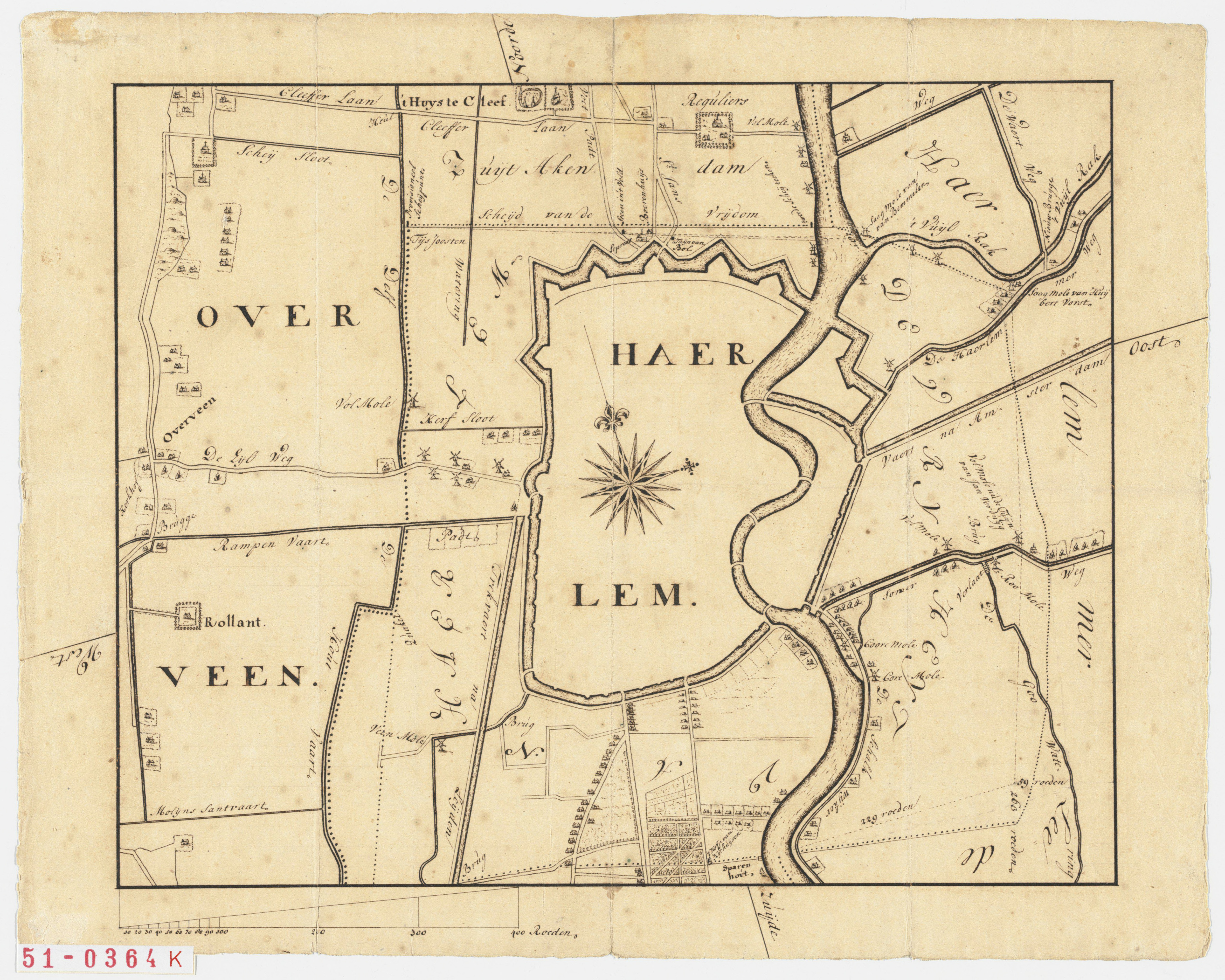
Mapa Haarlemu (1700-1800)

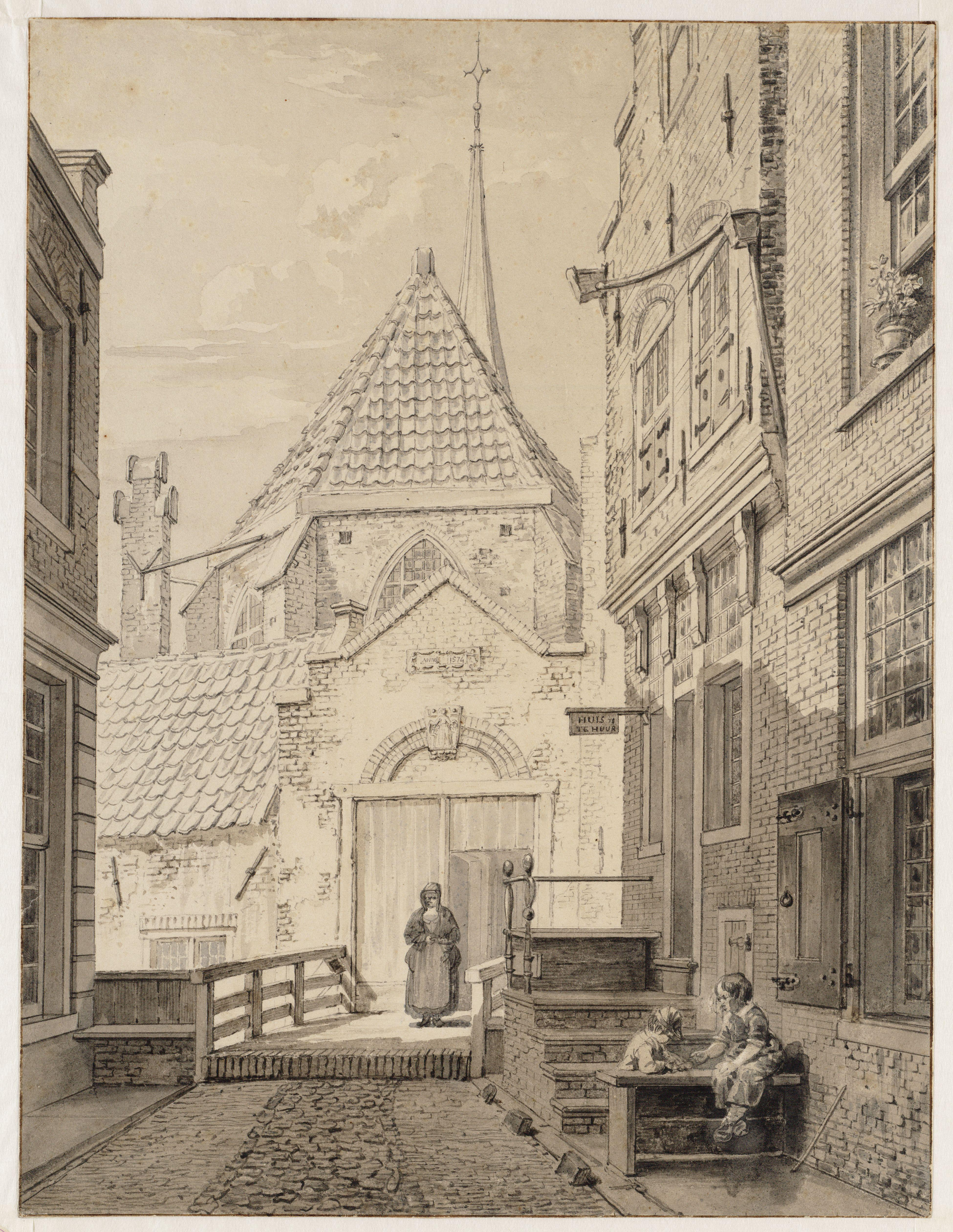
Amsterdam, rysunek C.L. Hansena, 1806

Pod koniec 1799 został zwolniony z więzienia i osiadł w Utrechcie, gdzie pracował jako księgarz i zajmował się pisaniem. W 1800 wydał i rozprowadził antyrewolucyjny prospekt, za co został ukarany grzywną w wysokości 150 guldenów. Po roku 1801 sytuacja polityczna w Republice Batawskiej zmieniła się dla oranżystów; mogli wrócić na dawniej zajmowane stanowiska administracyjne, zniesiono restrykcje i uchylono wyroki skazujące za dawne spory polityczne, w tym wyrok Cornelisa van der Aa. 
Znaczącą część twórczości poświęcił biografiom członków rodu Orańskiego-Nassau, które opublikował w pierwszych latach XIX wieku. W przedmowie do Geschiedenis der Vereenigde Nederlanden en derzelver buitenlandschen bezittingen, wydanej w 1804, zasugerował, że odważył się na druk dopiero po 1802 w obawie przed nowymi karami. W 1807 przeniósł się do Amsterdamu. Ostatnie osiem lat życia poświęcił pisaniu dzieł historycznych . 
W pracy pt. Geschiedenis van den jongst geëindigden Oorlog (1802-1808) van der Aa skupił się na rewolucyjnych przewrotach. Uważał, że stronnictwem patriotów kierowały intrygi i chęć wzbogacenia się. Po dojściu do władzy, przy pomocy Francuzów, dopuszczali się prześladowań na oranżystach.
Van der Aa zmarł 26 października 1815, prawie dwa lata po powrocie, na ziemię holenderską, potomka dynastii Orańskiej Wilhelma I. Pisarz przeciwstawiał się wpływom francuskim, dlatego w latach 1810-1813 nic nie publikował, ze względu na system cenzurowania książek wprowadzony przez Napoleona. Po wycofaniu się Francuzów z Amsterdamu w listopadzie 1813 napisał jeszcze cztery prace. Dwie z nich, De Tyrannyen der Franschen in 1747 en 1795-1813 (1814) oraz Echt verslag van de Gebeurenissen te Amsterdam en te Woerden in November en December 1813 (1814), dotyczyły zbrodni, jakie Francuzi, wg. autora, popełnili na Holendrach. W Beknopt en echt verslag van de oproerige bewegingen en gepleegde geweldenarijen binnen de stad Amsterdam, op den 15den en 16den November 1813 (1813) potępił plądrowanie Amsterdamu podczas rewolucji. Jego oranżeryzm i niechęć do rewolucjonistów odbijały się echem we wszystkich jego publikacjach.

## Publikacje
Wybrane publikacje Cornelisa van der Aa:
- Mijne politicque denkwijze vrijmoedig geschetst (Haarlem 1795)
- Beknopt Handboekje der Vaderlandschen Geschiedenissen (Amsterdam 1800–1803)
- Geschiedenis van den jongst geëindigden Oorlog (Amsterdam 1802–1808)
- Geschiedenis der Vereenigde Nederlanden en derzelver buitenlandschen bezittingen (Amsterdam 1804–1810)
- Atlas van de Zeehavens der Bataafsche Republiek (Amsterdam 1806)
- Geschiedenis van het Leven van Willem V (Amsterdam 1806–1809)
- Echt verslag van de Gebeurenissen te Amsterdam en te Woerden in November en December 1813 (Amsterdam 1813)
- De doorluchtige vorsten uit den huize Oranje-Nassau ('s-Gravenhage 1814)
- De Tyrannyen der Franschen in 1747 en 1795-1813 (Amsterdam 1814)
- Verslag van de gebeurtenissen in Amsterdam en Woerden in November en December 1813 (Amsterdam 1814)